# Une ville en danger
Pour plus de détails, voir Fiche technique et Distribution.
Une ville en danger, The Robert Wraight Story ou Terres brûlantes, est un téléfilm canadien sorti en 2003. Il est fondé sur une histoire vraie, mettant en cause notamment le système d'exploitation pétrolière dans la région d'Alberta.

## Résumé
Dans la province canadienne d'Alberta, la compagnie pétrolière Zuterman est responsable de la dégradation de la santé des habitants. Qui s'en préoccupe ?  Wibo Ludwig, aux allures de patriarche et discours de prêcheur, mène un combat militant contre la pollution. Police, municipalité, habitants, tout le monde a des intérêts pour ne pas s'allier avec Wibo.
Robert Wraight et sa famille s'installent et ouvrent une boutique. L'aîné de la famille est devenu asthmatique. Le médecin met en cause l'isolation de la maison. Robert fait la connaissance de Wibo Ludwig, qui lui explique pourquoi les terres sont devenues infertiles. Un gaz noir s'échappe des cheminées et tue jusqu'aux oiseaux et tout alentour. Wibo se fait de Robert un complice, d'abord involontaire puis progressivement, il l'implique dans une vengeance. Manipulation et anticipation, méfiance et soupçon parcourent le scénario vérité. Robert doit faire face à l'hostilité de son épouse pour Wibo, qu'elle accuse d'un machisme assassin. Robert choisit d'aller prévenir la police d'un risque de meurtre. Cette fois, il est entraîné dans une magouille dont l'objectif est de perdre Wibo, mais qui est encore plus dangereuse que le fanatique religieux. Le film se termine sur fond de procès où la justice sermonne la compagnie pétrolière.

## Distribution
- Jonathan Scarfe : Robert Wraight
- Alan Scarfe : Weibo Ludwig
- Kristin Booth : Marita Wraight
- Sara Botsford : Meredith Farley
- Karl Pruner : Ed Zuterman
- Mark Wilson : Ray Bowman
- Paul Coeur : Beau

## Fiche technique
- Réalisation : Stefan Scaini
- Scénario : Shelley Eriksen et Sean O'Byrne
- Sociétés de production : Alberta Filmworks, Canadian Television (CTV), Monkeywrench Productions, Tapestry Pictures
- Société de distribution : Canadian Television (CTV)
- Pays d'origine : Canada
- Langue : anglais, français
- Genre : Biographie, Drame, Thriller
- Durée : 88 minutes
- Dates de sortie : mars 2003 au Canada ; 6 janvier 2006 en France

## Nominations
Le film a eu deux nominations aux Gemini Awards en 2005.